# Karl Mohns

Karl Mohns

Karl Mohns (* 18. September 1887 in Perleberg; † 5. August 1939 in Potsdam) war ein deutscher Pilot.

## Leben
Er erlernte den Beruf eines kaufmännischen Angestellten und erhielt in Berlin eine Anstellung. Dort begeisterte er sich für die Fliegerei, gab seinen Beruf auf und schrieb sich als Flugschüler bei Gustav Witte ein. 1911 erwarb er dort als 188. Pilot die deutsche Flugzeugführererlaubnis. Anschließend arbeitete er bei der Flugmaschine Wright GmbH als Fluglehrer.
Im Mai 1912 organisierte er den ersten Flugtag seiner Heimatstadt Perleberg. Er führte dort mit seinem Wright-Doppeldecker einen Schauflug durch, der während des schlechten Wetters fast in einer Katastrophe geendet wäre.

Im selben Monat belegte Karl Mohns bei der Maiflugwoche in Johannisthal bei Berlin den mit 6710 Mark dotierten 3. Platz. Im selben Jahr errang er den 2. Platz bei der Berliner Herbstflugwoche. Bei einem Wettfliegen am 22. September 1912 in Stettin wurde er Sieger mit einer erreichten Flughöhe von 700 m bei 122 min Flugdauer. Acht von Russland gekaufte Wright-Maschinen überführte er im Frühjahr 1913 und bildete dort bis zum Sommer desselben Jahres drei Piloten aus.
Einen sechsstündigen Dauerflugrekord konnte Karl Mohns am 17. Oktober 1913 in Berlin aufstellen. Während dieses sechsstündigen Fluges, der über dem Johannisthaler Platz stattfand, wurde er Zeuge des Absturzes von LZ 18, den er im Jahr darauf in der Zeitschrift Der Flieger detailliert schilderte.
Im November 1913 wurde er in den Vorstand des Bundes Deutscher Flugzeugführer berufen.
Karl Mohns zog schließlich wieder nach Perleberg, wo er in den 1920er Jahren die Blinkleuchten für Motorräder erfand.
Am 5. August 1939 kam Karl Mohns bei einem Unfall ums Leben.